# Aythya novaeseelandiae
El porrón maorí, también pato de Nueva Zelanda o porrón de Nueva Zelanda, (Aythya novaeseelandiae) es una especie de ave anseriforme de la familia Anatidae endémica de Nueva Zelanda. 

## Descripción

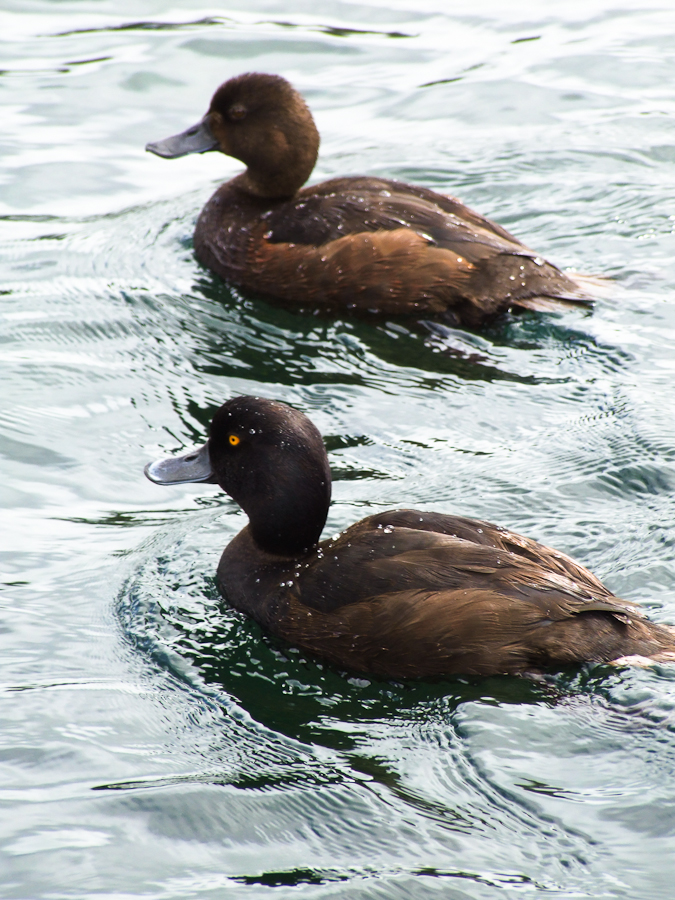
Macho (abajo) y hembra (arriba) en plumaje reproductivo.

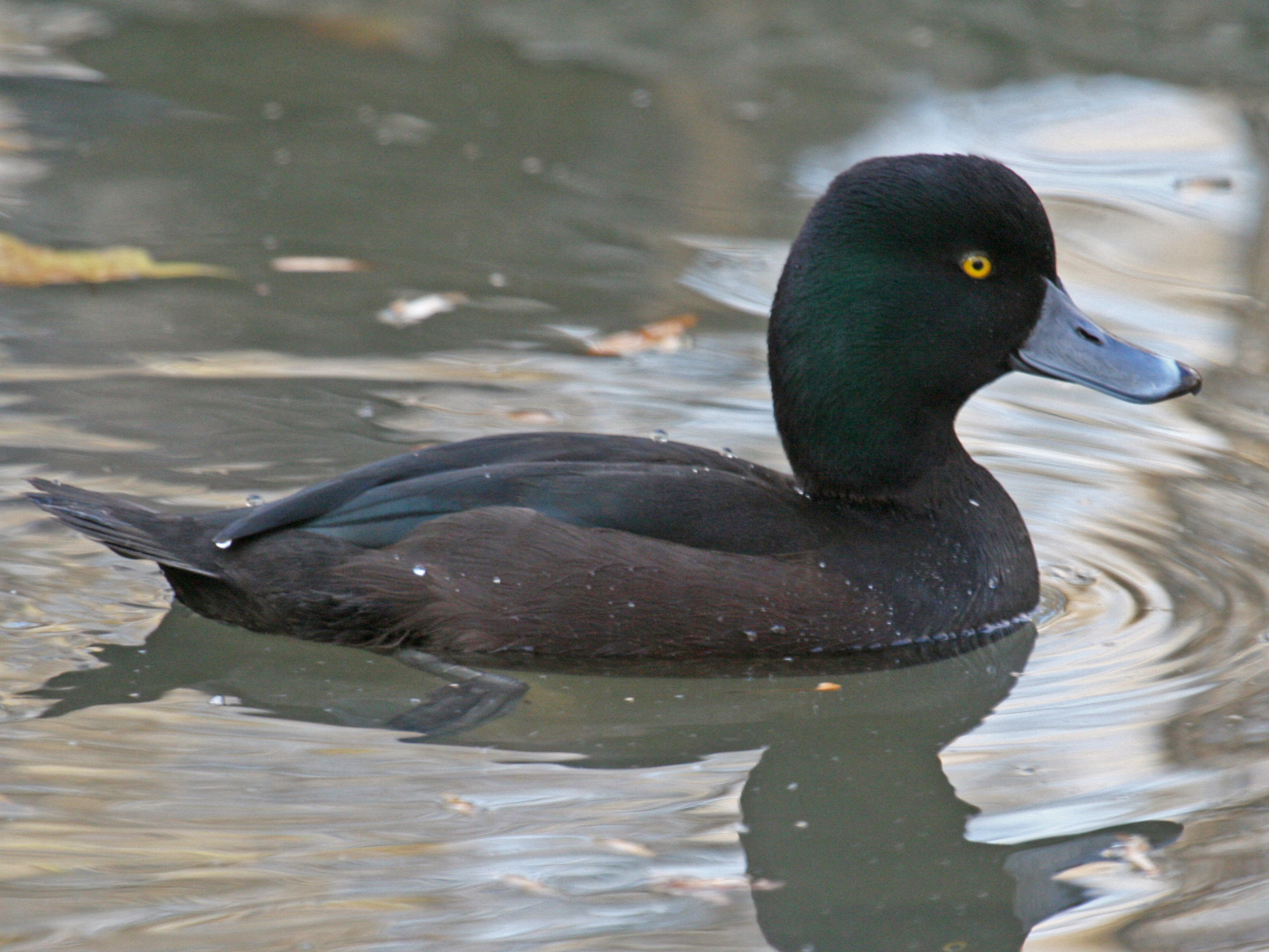
Los porrones maoríes son patos buceadores omnívoros.

El porrón maorí mide entre 40 y 46 cm de largo. El macho tiene el plumaje pardo negruzco. Su cabeza es prácticamente negra con brillos verdes y sus ojos son de color amarillo intenso. La hembra es de tonos pardos oscuros más uniformes, con ojos castaños, y en la época de cría puede presentar una mancha blanca alrededor de la base del pico. Ambos sexos tienen una lista blanca en las plumas de vuelo que solo se ve cuando extienden las alas.

## Taxonomía y etimología
El porrón maorí fue descrito científicamente por el naturalista alemán Johann Friedrich Gmelin en 1789, con el nombre de Anas novae seelandiae, Posteriormente fue trasladado al género Aythya, creado por Friedrich Boie en 1822. Es una especie monotípica, es decir, no se reconocen subespecies diferenciadas.
La etimología del nombre de su género, Aythya, procede de la palabra griega αἴθυια (aithuia), un ave marina sin identificar citada por Aristóteles; mientras que su nombre específico, novaeseelandiae, es el término latino que significa «de Nueva Zelanda».

## Distribución y hábitat
Se encuentra en los lagos y charcas de agua dulce y charcas de las dos islas principales de Nueva Zelanda. A diferencia de la mayoría de miembros de su género no es un ave migratoria, aunque se desplaza los lagos de aguas abiertas desde los lagos de montaña si se hielan en invierno.

## Comportamiento

### Alimentación
El porrón maorí es un pato buceador que se sumerge durante veinte o treinta segundos para conseguir alimento, llegando a profundidades de dos o tres metros. Se alimenta de plantas acuáticas, pequeños peces, caracoles de agua, mejillones e insectos. A veces se avista junto a la focha común, porque se cree que se aprovecha de la comida que levantan las fochas mientras rebuscan sus presas.

### Reproducción
Los porrones maoríes se reproducen de octubre a marzo. La hembra pone de cinco a ocho huevos, de color blanquecino crema, en un nido cerca del agua, generalmente escondido entre la vegetación palustre densa. El nido suele estar compuesto de hierba y plumón. La hembra incuba sola la nidada durante cuatro semanas. Los recién nacidos enseguida siguen a la madre, y empiezan a bucear para conseguir comida en su primera incursión fuera del nido.